# كولن جيبسون (مصمم الإنتاج)
كولن جيبسون (بالإنجليزية: Colin Gibson)‏ هو مصمم الإنتاج أسترالي، ولد في 1948.

## وصلات خارجية
- كولن جيبسون على موقع IMDb (الإنجليزية)
- كولن جيبسون على موقع قاعدة بيانات الفيلم (الإنجليزية)